# Tevče, Ajdovščina
Tevče je naselje v Občini Ajdovščina.

## Prebivalstvo
Etnična sestava 1991:

Slovenci: 75 (100 %)